# San Pelaio
San Pelaio (abbreviato linguisticamente da San Pelagio ovvero dal patrono titolare della Parrocchiale S. Pelagius de Aurisinis; in veneto San Paè) è un sobborgo di Treviso. Si localizza nell'area extramuraria, circa 4 km a nord del centro storico.

## Monumenti e luoghi d'interesse

### Chiesa parrocchiale
Nonostante mons. Luigi Zangrando, archivista diocesano, sostenesse che fosse stata eretta prima dell'anno Mille, la prima citazione riguardante la chiesa è in una bolla pontificia del 1170 con la quale papa Alessandro III la confermava tra i beni del capitolo del Duomo di Treviso.
Più volte rimaneggiata e ampliata, l'aspetto attuale si deve ai lavori intrapresi a partire dal 1885. In quell'occasione l'edificio fu allungato di alcuni metri, alla facciata fu aggiunto il frontone, vennero rifatti pavimento e soffitto e si aggiunsero le decorazioni degli interni; i due altari laterali vengono sostituiti da quattro cappelle e viene aggiunta una porta per accedere alla sagrestia. Una seconda sagrestia venne ultimata nel 1900.
Per quanto riguarda le opere d'arte, nel presbiterio si trova un grande dipinto raffigurante il santo titolare, opera di Giuseppe Pavan Beninato (1917). Il quadro andò a sostituire un altro più antico, Sant'Ambrogio e i santi Gervasio e Protasio, oggi collocato sopra il confessionale. Nelle due cappelle più vicine all'entrata si trovano l'Assunta con i santi Urbano, Felice, Antonio abate e Francesco di Sebastiano Montellato (1679) e i Santi Antonio da Padova, Gaetano da Thiene e Rocco di anonimo.
L'organo è opera della ditta Beniamino Zanin di Codroipo (1912).
Il campanile, come attesta una lapide murata sopra la porta, è del 1862.

### Chiesetta dei Santi Gervasio e Protasio
Piccolo luogo di culto in località Roncole, con somiglianze ad altre chiese campestri di origine longobarda, potrebbe risalire a prima del Mille. La prima testimonianza è però del 1389, quando un Bartolomeo da Roncole effettuava un lascito testamentario a favore della chiesetta.
Localizzata in un'area agricola molto povera, la chiesa versò a lungo in cattive condizioni. Solo nel 1985 ha subito un importante restauro.
In stile romanico, negli interni sussiste un'importante serie di antichi affreschi. Nel semicatino si trova una Madonna con il Bambino e la Maddalena (XI-XIII secolo) che si richiama alla pittura bizantina. A fianco della porta laterale si colloca una sacra conversazione con la Vergine che allatta il Bambino e i santi Maria Maddalena, Gervasio e Protasio (fine XIII secolo). Più recente (XVII secolo) una Sant'Anna presso l'arco che sovrasta l'altare.

### Villa Zane, Fiorioli Banchieri
Si trova nelle campagne a nordest dell'abitato, presso il confine con Ponzano Veneto e Fontane di Villorba e alla confluenza del Giavera nel Pegorile.
La villa si articola in casa padronale, oratorio e annesso rustico. Quest'ultimo presenta un affresco (Madonna in trono con il Bambino, San Rocco e Santa Barbara) databile alla prima metà del XVI secolo, testimoniando le antiche origini del complesso. Nell'estimo del 1680 era proprietà del notaio trevigiano Iseppo Polican e passò poi a varie famiglie del patriziato veneziano (Foscarini, Zane, Tiepolo, Valier).
Il fronte principale della casa padronale si rivolge a ovest e presenta al pianterreno un porticato costituito da tre archi a sesto ribassato. Le aperture si distribuiscono secondo il tradizionale schema tripartito con, al primo piano, una trifora centrale affiancata da coppie di monofore. I due timpani che concludono i prospetti anteriore e posteriore sono stati aggiunti in epoca più recente.
La chiesetta, con la facciata che dà su una curva della strada, fu costruito da Nicola II Zane nel 1764.

### Villa Bampo Benaglia, Vecchia, Vazzoler
Si trova nel Borgo Solari, non lontana dalla precedente. Risalente a fine Cinquecento, l sua prima attestazione potrebbe risalire al 1680, quando è attestata un «cortivo con casa coperta di coppi e brolo» di proprietà del «Sig. Rocco Benaia et heredi del Sig. Dom. Bambo da Treviso». Un riferimento più sicuro è un documento del 1802 con il quale il notaio Antonio Benaglia, ultimo membro della famiglia, nominò propria erede la signora Giulia Giovanazzi, assegnandole anche le vaste proprietà di San Pelaio tra cui la casa domenicale con i vari annessi. Nei decenni successivi la villa passò da una famiglia all'altra sinché, nel 1907, pervenne ai Vazzoler cui tuttora appartiene.
Sfuggita alle catalogazioni di Giuseppe Mazzotti, villa Vazzoler ha un grande interesse monumentale in quanto presenta un'originale tipologia architettonica definibile "trevigiana", individuabile in pochi altri esempi quali villa Corner di Sant'Andrea oltre il Muson e villa Agostini di Cusignana.
Il complesso è oggi costituito dalla sola casa padronale a da un annesso a essa addossato, il tutto circondato dal parco. La prima non si sviluppa molto in altezza, essendo costituita da un solo piano principale rialzato sopra un piano seminterrato e da un sottotetto in origine adibito a granaio. Le aperture della facciata meridionale sono tutte centinate e si dispongono in modo tripartito, con una trifora al centro affiancata da una coppia di finestre per parte. Il fronte si conclude con una massiccia cornice sulla quale poggia il tetto a piramide.
La trifora, di cui fa parte anche la porta d'ingresso, è raggiungibile mediante una scala in pietra le cui dimensioni sono esattamente le stesse della sala centrale a cui dà accesso. Questo elemento, ripetuto anche sul retro, è una tipicità dei palazzi cinquecenteschi della Marca. La disposizione delle finestre rivela l'organizzazione degli interni, con un salone passante centrale e quattro ambienti più piccoli ai lati.
Il fronte nord è del tutto analogo; solo la scalinata risulta più stretta.

### Villa Zane, Elsa, Maria
Si trova all'estremità sud del quartiere ed è di epoca recente poiché compare per la prima volta nella cartografia del 1876. Non ha le funzioni della villa-azienda agricola, ma fu concepita come semplice luogo di villeggiatura e svago; non è un caso, quindi, se il bel parco si estende su un'area di grande valore ambientale, caratterizzata dalle sorgenti del Botteniga.
Fu realizzata dal veneziano Augusto Barbesi che nel 1870 aveva comprato alcuni appezzamenti dalla signora Elisabetta Gabrieli. Già qualche tempo dopo, tuttavia, la villa cominciò a passare rapidamente da un proprietario all'altro sino al 1947, quando pervenne a don Carlo De Nardi che intendeva farne la sede di un'opera religiosa. Ma nel 1954 divenne di don Dino Torreggiani che la adibì a centro di assistenza per le famiglie dei circhi e degli spettacoli viaggianti. Dopo un periodo di inutilizzo, attualmente ospita una casa di riposo.
Uno zoccolo basamentale dimostra la presenza di un seminterrato su cui si impostano gli altri tre piani. Il palazzo, tuttavia, ha subito delle importanti modifiche, specialmente nel periodo in cui fu adibito a collegio: in particolare, gli ultimi due livelli sono stati notevolmente alzati, facendo scomparire il timpano e il cornicione che coronavano la facciata principale.
L'edificio ha un'originale volumetria: si tratta sostanzialmente di un cubo ma dalle tre pareti laterali e posteriore sporgono altrettanti "absidi" a forma di torrette pentagonali in stile neo-Tudor. Questi corpi, prima dei rimaneggiamenti già citati, raggiungevano l'altezza del secondo piano concludendosi con delle terrazze.
La facciata principale presenta un'architettura neoclassica, con una scala poligonale che converge sull'ingresso, una porta rettangolare affiancata da due finestre altrettanto semplici. Subito sopra si aprono tre aperture uguali che danno su un terrazzo lapideo con parapetto in ferro battuto decorato a motivi floreali.
Nonostante le manomissioni, negli interni si può ancora riconoscere l'organizzazione tipica della villa veneta, con salone centrale. I parquet e i pavimenti in terrazzo alla veneziana, nonché le preziose porte lignee e i due pregevoli caminetti testimoniano ancora la signorilità della residenza.

### Villa Bornello
Si trova nella zona ovest del quartiere, al confine con Ponzano Veneto. Costruita nel corso degli anni ‘70 del Novecento da Francesco Bornello, noto imprenditore locale, fu progettarla dagli arch.tti Roberto Pamio e Renato Toso. È un esempio di architettura residenziale dell’epoca con funzioni di rappresentanza. Il corpo principale ha quasi al suo interno uno stagno circondato da un portico. Il laghetto, luogo di comunione della famiglia attorno all’acqua d’estate in asse con il camino interno, luogo della famiglia intorno al fuoco d’inverno, è l’anello di congiunzione fra la casa ed il vasto parco disegnato da altro architetto. La scelta di materiali e rivestimenti quali legno, marmo, cotto, pietra, sasso del Piave e vetro di Murano accuratamente posizionati nelle varie stanze e lungo una doppia altezza del salone centrale che arriva fino a nove metri, ne fanno un curioso esempio di architettura organica e rurale al tempo stesso con riferimenti all’opera di Wright e Scarpa
Nel salone un foro ricavato da una sezione di cono eccentrico permette al sole di disegnare giochi di luce nel corso del giorno e del susseguirsi delle stagioni.
I quattro piani sono raggiungibili con una importante scala a chiocciola in marmo di Trani lavorata alla veneziana. Curiosi gli infissi molto diversi fra loro e realizzati tutti su misura.
Pubblicata più volte in riviste di architettura, costume e monografie, di recente inserita all'interno del progetto AOVM (Atlas Of Veneto Modern) Atlas of Veneto Modern , progetto patrocinato da Fondazione Architettura Treviso ed Ordine degli Architetti di Treviso e che raccoglie architetture notevoli del secondo '900 in Veneto. Presente nella Veneto Film Commission come location per produzioni foto e video.
Nel 2024 ospite della mostra 'DIFFERENTI CON METODO' a cura di [e]DesignFestival presso il Museo Bailo di Treviso
Il parco, che conta oltre 15.000 metri quadrati, presenta prevalentemente specie autoctone fra le quali esemplari notevoli di Quercus Rubra e di Cedro dell'Himalaya.  Singolare è l'esemplare di Rhus Typhina Laciniata Rhus typhina(Sommaco Maggiore Americano) di circa 500 metri quadrati costituiti da una sola pianta, il che ne fa un esemplare raro.
La curiosa ‘casa del custode’ posta all’entrata presenta un particolare tetto 'flottante'.
Il parco è un luogo perfetto oggi per condividere momenti con animale , bambini e parenti 